# Altenberg (Oberasbach)

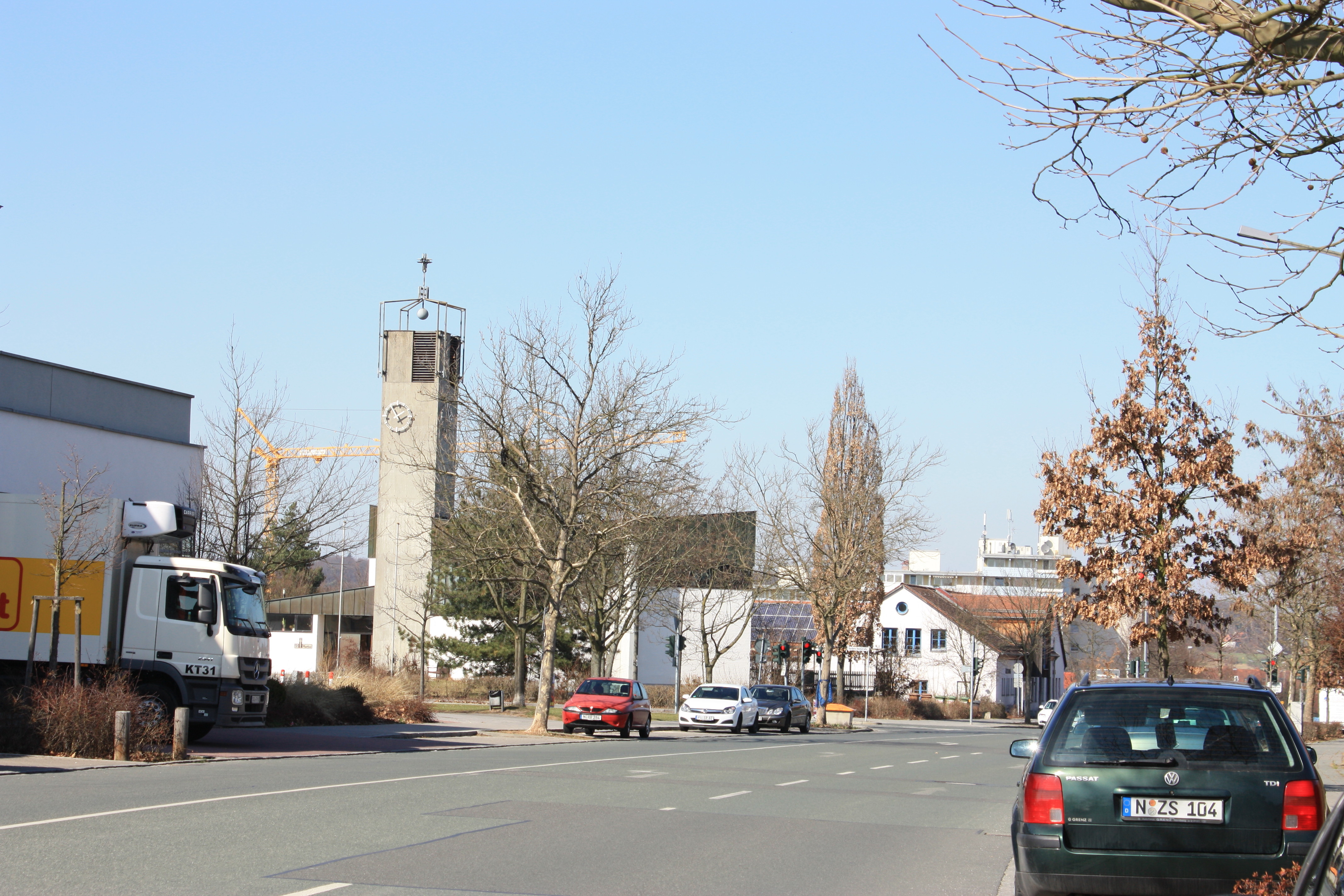
Kirche St. Markus in Altenberg

Altenberg (fränkisch: Olden-beach) ist ein Gemeindeteil der Stadt Oberasbach im Landkreis Fürth (Mittelfranken, Bayern). Altenberg liegt in der Gemarkung Oberasbach.

## Geographie
Das Pfarrdorf bildet mit dem nördlich gelegenen Zirndorf und dem südlich gelegenen Kreutles eine geschlossene Siedlung. Unmittelbar nördlich des Ortes fließt die Bibert. Im Westen grenzt der Playmobil FunPark an. Die Staatsstraße 2245 verläuft nach Kleinreuth bei Schweinau (2,5 km östlich) bzw. nach Oberasbach (1,5 km westlich). Die Staatsstraße 2242 verläuft nach Zirndorf (1,3 km nordwestlich). Eine Gemeindeverbindungsstraße führt über Kreutles nach Unterasbach (2 km südlich).

## Geschichte
Der Ort wurde 1138 als „Berga“ erstmals urkundlich erwähnt. Er war zu dieser Zeit Sitz des Reichsministerialgeschlechtes von Berg. Ab 1232 wurde der Ort „Hertingisperge“ genannt. Bestimmungswort des Ortsnamens ist der Personenname Harting. Die Form „alten perg“ erschien erstmals 1352, als die Burg bereits zerstört war.
Gegen Ende des 18. Jahrhunderts gab es in Altenberg 6 Anwesen. Das Hochgericht übte das brandenburg-ansbachische Richteramt Roßtal aus. Die Dorf- und Gemeindeherrschaft hatte das St.-Klara-Klosteramt der Reichsstadt Nürnberg. Grundherren waren das St.-Klara-Klosteramt (1 Hof, 2 Halbhöfe, 1 Gut) und die Nürnberger Eigenherren von Harsdorf (1 Hof), von Pömer und von Löffelholz gemeinsam (1 Hof). 1799 gab es im Ort 5 Anwesen.
Von 1797 bis 1808 unterstand der Ort dem Justiz- und Kammeramt Cadolzburg. Im Rahmen des Gemeindeedikts wurde Altenberg dem 1808 gebildeten Steuerdistrikt Oberasbach zugeordnet. Es gehörte auch der im selben Jahr gegründeten Ruralgemeinde Oberasbach an.

### Bau- und Bodendenkmäler
- Burgstall Altenberg[11]
- Nähe Biberttalstraße: Gedenkstein[11]
- Nähe Brühlwiesenstraße: Scheune[11]

### Einwohnerentwicklung
| Jahr      | 1818   | 1840   | 1861   | 1871   | 1885   | 1900   | 1925   | 1950   | 1961   | 1970   | 1987   | 2022  |
| Einwohner | 45     | 56     | 64     | 100    | 155    | 224    | 356    | 1614   | 2528   | 3047   | 6079   | 6924  |
| Häuser    | 6      | 7      |        |        | 21     | 26     | 39     | 188    | 419    |        | 1374   |       |
| Quelle    | [ 13 ] | [ 14 ] | [ 15 ] | [ 16 ] | [ 17 ] | [ 18 ] | [ 19 ] | [ 20 ] | [ 21 ] | [ 22 ] | [ 23 ] | [ 1 ] |

## Religion
Der Ort ist seit der Reformation evangelisch-lutherisch geprägt und war ursprünglich nach St. Rochus (Zirndorf) gepfarrt, aktuell ist die Pfarrei St. Markus (Altenberg) zuständig. Die Einwohner römisch-katholischer Konfession sind nach St. Johannes (Oberasbach) gepfarrt.